# The Rocky and Bullwinkle Show
The Rocky and Bullwinkle Show es el nombre colectivo de una serie de dibujos animados de televisión de los Estados Unidos que se emitió originalmente del 19 de noviembre de 1959 al 27 de junio de 1964 en las cadenas de televisión ABC y NBC. El título general actual (The Adventures of Rocky and Bullwinkle and Friends) se impuso para el lanzamiento en video hogareño más de 40 años después de que la serie se emitiera originalmente y nunca se usó cuando el programa fue televisado; las transmisiones televisivas del programa se hicieron bajo los títulos de Rocky and His Friends desde 1959 a 1961, The Bullwinkle Show desde 1961 a 1964, y The Rocky and Bullwinkle Show (también conocida como The Adventures of Rocky and Bullwinkle o The Adventures of Bullwinkle and Rocky) en sindicación.
La serie fue producida por el estudio Jay Ward Productions. Rocky y Bullwinkle gozaban de popularidad durante la década de 1960. Estaba dirigido a niños y adultos. Los personajes estrafalarios y escenarios absurdos atraían a los niños, mientras que el uso inteligente de los juegos de palabras y referencias de actualidad estaban dirigidos a los adultos. Estas ventajas le permitieron superar el hecho de que había una animación limitada cada vez menos sofisticada. De hecho, algunos críticos describen la serie como un programa de radio bien escrito con imágenes. Esta serie era acompañada con otros sketches de dibujos animados que hacían parte de la serie, Las aventuras de Peabody y Sherman y Dudley Do-Right.
A pesar de ser una caricatura de Jay Ward Productions, la serie se ha vinculado popularmente con Underdog de Total Television Productions. Esto se debe a que ambas caricaturas fueron las más populares de sus respectivos estudios y sus diseños se asemejan bastante, además de que compartieron la sindicación en televisión.

## Segmentos

### Rocky y Bullwinkle
Rocky es una ardilla voladora que lleva un casco de piloto de la Primera Guerra Mundial y junto al alce Bullwinkle cumplen misiones inverosímiles en Koochiching County, Minnesota.
Tienen como enemigo a Boris Malosnoff, espía de la nación de Pottsylvania.

### Dudley Do-Right
Es una parodia del melodrama de principios del siglo XX y los seriales del cine mudo del género del Norte. Dudley Do-Right es un canadiense en persecución constante de su némesis, Snidely Whiplash, que lleva el traje estándar de villano: sombrero de copa negro, capa y enorme bigote. Este es uno de los pocos dibujos animados de Jay Ward que cuentan con una pista de música de fondo. Como es habitual en los dibujos animados de Ward, muchos chistes tienen más de un significado. Un gag estándar es presentar personajes en primer plano con el nombre del «actor» al pie, una convención típica de las primeras películas mudas. Sin embargo, el giro cómico es el uso de los títulos para presentar nombres absurdos o sutiles juegos de palabras. En ocasiones, incluso el paisaje se presenta de esta manera, como cuando se identifica al «Barranco del hombre muerto» interpretado por «Gorgeous Gorge» («garganta hermosa»), una referencia al luchador profesional conocido como Gorgeous George.

### Señor Peabody y Sherman
Ofrece a un perro genio parlante llamado señor Peabody que tiene un hijo humano adoptivo llamado Sherman. Peabody y Sherman utilizan la "máquina WABAC" de Peabody (pronunciado "camino de regreso", WAYBAC deletreado en la temporada 1, episodio 4, y parcialmente una obra de teatro sobre los nombres de las primeras computadoras como UNIVAC y ENIAC) para retroceder en el tiempo para descubrir la verdadera historia detrás de los acontecimientos históricos, y en muchos casos, intervenir con figuras históricas que no cooperan para asegurar que los eventos transpiran como la historia ha registrado. [30] el término "Wayback Machine" se utiliza hoy en día en aplicaciones de Internet como Wikipedia y el Archivo de Internet para referirse a la capacidad de ver o volver a la página más. Estos segmentos son famosos por incluir un juego de palabras al final. Por ejemplo, cuando vamos a volver a la época de Pancho Villa, muestran Pancho una foto de una mujer y él se siente de inmediato la necesidad de tomar una siesta. Cuando Sherman pregunta por qué esto es así, Peabody dice que el nombre de la mujer es Esther, y cada vez que "ver Esther" (siesta) se queda dormido.

### Cuentos de Hadas Fracturados
Presentando familiarizados cuentos de hadas y las historias de los niños, pero con argumentos alterados y modernizado para el efecto humorístico. Este segmento fue narrada por Edward Everett Horton; June Foray, Bill Scott, Paul Fress, y Daws Butler suministran a menudo las voces.

### Esopo e Hijo
Es similar a los Cuentos de Hadas Fracturados, con el mismo tema de la música, excepto que se ocupa de las fábulas en vez de cuentos de hadas. La estructura típica consta de Esopo intentar enseñar una lección a su hijo que usa una fábula. Después de escuchar la historia, el hijo subvierte la moral de la fábula con un juego de palabras. Esta estructura también fue sugerido por títulos de la abertura de la característica, que mostró Esopo talla minuciosamente su nombre en el mármol con un mazo y un cincel y luego su hijo, con un martillo neumático y levantando una nube de polvo, añadiendo "y del hijo." Esopo fue expresada (sin acreditar) por el actor Charlie Ruggles y el hijo, Junior, fue expresado por Daws Butler.

## Personajes
- Rocket J. Ardilla
- Bullwinkle, el alce
- Amadísimo Lider
- Boris Malosnov
- Natasha Fatale
- Sr. Peabody
- Sherman
- Dudley Do-Right
- Rolando Robando
- Esopo
- Junior